# Improvising Artists
Improvising Artists is een platenlabel voor jazz, in de jaren negentig opgericht door de Amerikaanse pianist Paul Bley. Op het label zijn albums uitgebracht van onder meer Bley, Sam Rivers & Dave Holland, Lee Konitz, Steve Lacy, Sun Ra, Lester Bowie & Philip Wilson en Marion Brown & Gunter Hampel.